# St Vigeans Church

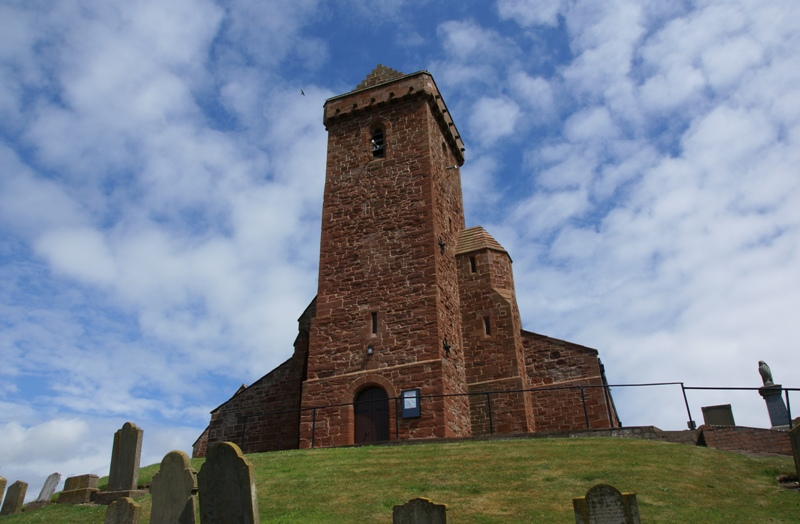
St Vigeans Church.

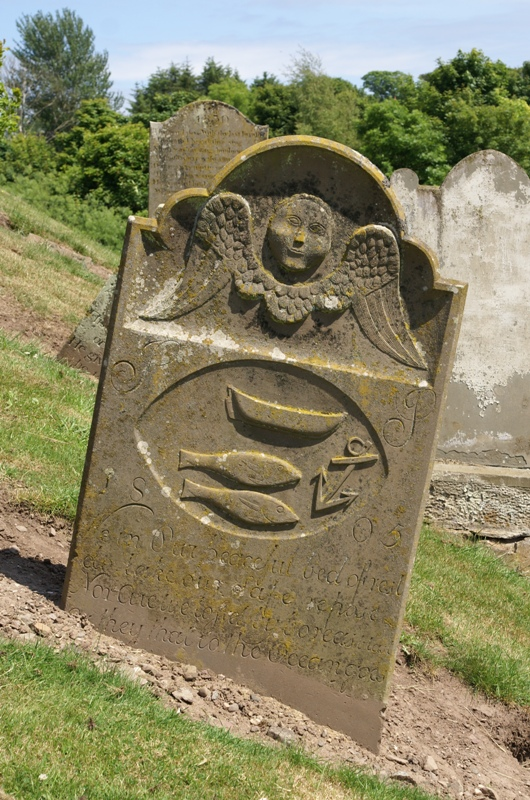
Een grafsteen uit 1805 op de begraafplaats.

De St Vigeans Church, ook geschreven als St Vigean's Church, is de twaalfde-eeuwse parochiekerk van St Vigeans, dat aan de noordzijde van Arbroath ligt, in de Schotse regio Angus.

## Beschrijving
De St Vigeans Church met omringende begraafplaats is gesitueerd op een heuvel, waar in vroegere tijden reeds een religieuze nederzetting van Keltische origine was gevestigd. Dit blijkt uit een aantal Normandische stenen die er gevonden zijn en een groot aantal Pictische stenen, die thans bekendstaan als de St Vigeans Sculptured Stones.
De naam van de kerk is afgeleid van Vigianus. Dit is de verlatijnse vorm van de naam van Sint Fechin of Sint Fohbar, een Ierse heilige die overleed in 664.
Pas in 1242 werd de kerk ingezegend door bisschop De Bernham.
De kerk bestond voor een restauratie in 1871 uit een centraal schip met acht traveeën met noord- en zuidkapellen en een westelijke toren. Op de plaats van de noordelijke kapel stond een eerdere Normandische kerk. Delen van de oostelijke en westelijke gevel zijn geïncorporeerd in de huidige kerk.
In het midden van de vijftiende eeuw werd de kerk aan de zuidzijde groter gemaakt en in 1485 werd de zuidelijke kapel gebouwd. In 1871 werd een grote apsis en een tweede noordelijke kapel gebouwd, tevens werd de toren verhoogd.
Het orgel werd gemaakt door Harrison in 1875.

## Beheer
De St Vigeans Church wordt beheerd door de Church of Scotland.